# Calyptra
Calyptra és un gènere de lepidòpters ditrisis de la subfamília dels calpins (Calpinae) i la família dels erèbids (Erebidae).
Els mascles del gènere Calyptra poden perforar la pell dels mamífers i de beure la sang. D'acord amb un estudi recent, alguns d'ells (Calyptra thalictri ) són fins i tot capaços de beure sang humana perforant la pell. No obstant això, no es creu que aquests insectes puguin ser cap amenaça per als éssers humans.
Algunes espècies d'aquest gènere han estat classificades dons del gènere Calpe.

## Hàbitat
Aquests insectes han anat canviant el seu hàbitat en els últims anys. L'espècie Calyptra thalictri va ser originalment nativa de Malàisia, els Urals i el sud d'Europa, però ha estat apareixent al nord d'Europa. L'any 2000, es va observar a Finlàndia i el 2008 es va observar més a l'oest de Suècia. L'observació sueca es va fer a Skutskär, al nord de la capital, Estocolm, mentre que els albiraments a Finlàndia han estat més nombrosos. Es troba al sud de Finlàndia, en particular, al sud-est.
L'arna Calyptra thalictri ha estat vista associada amb prats de Thalictrum.

## Ecologia
Generalment associem els mosquits als insectes que perforen la pell dels mamífers, però aquestes papallones utilitzen una trompa especialment desenvolupada per penetrar en la pell dels animals, com el búfal. L'insecte mou la trompa d'un costat a l'altre, fent pressió fins que perfora la pell. A continuació, utilitza un moviment de balanceig del cap per enfonsar el tub més profundament en la pell. La pressió de la sang de la víctima subministra energia per elevar els ganxos de la trompa i assegurar que l'insecte no l'extreu fàcilment. Només els mascles adults presenten aquesta capacitat, a diferència dels mosquits, on la femella és la que beu sang.
Es creu que la capacitat de l'arna per perforar la pell dels animals i beure sang pot haver sorgit d'una capacitat anterior per perforar la fruita a la recerca de suc. La pell humana perforada d'aquesta manera es torna vermella i se sent una mica de dolor durant diverses hores. Tot i la picada que és més severa que la d'un mosquit, es creu que les arnes no representen un risc per als éssers humans.
Encara que s'ha informat que les arnes han picat als éssers humans a Àsia, no va ser fins a l'estiu de 1999, que un científic rus, Vladímir Kononenko, va observar que aquesta espècie d'arna era capaç d'omplir el seu estómac amb sang humana.

## Galeria

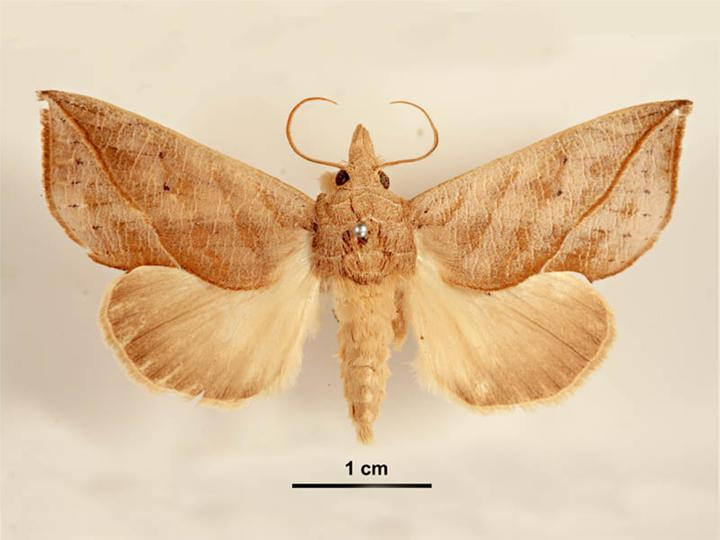
Calyptra minuticornis vista dorsal
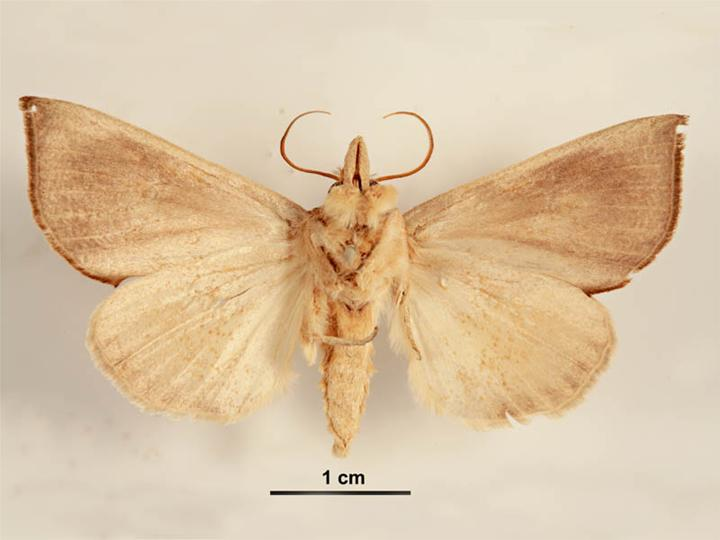
Calyptra minuticornis vista ventral